# 그랜드라인 엔터테인먼트의 음반
이 문서는 그랜드라인 엔터테인먼트에서 발매한 음반 목록이다.

## 2010년대
- 2010년 8월 11일 남수림 - [Digital Single] 엘레베이터[1]
- 2010년 12월 15일 리미와 감자 - [Digital Single] 오빠 나 추워
- 2011년 3월 9일 긱스 - Officially Missing You
- 2011년 4월 22일 리미와 감자 - [Digital Single] 치킨
- 2011년 6월 24일 리미와 감자 - [Digital Single] 뚱뚱하지 않다고 내게 말해줘
- 2011년 7월 20일 케이준 - [Digital Single] 해운대
- 2011년 8월 3일 리미와 감자 - [Digital Single] 비키니
- 2012년 1월 26일 릴보이 - [Digital Single] 한잔해요[2]
- 2012년 3월 14일 긱스 - [Digital Single] 그냥 가요
- 2012년 4월 13일 긱스 - 아침에
- 2012년 5월 16일 케이준 - Virile Aroma
- 2012년 6월 25일 긱스 - 2nd Mini Album Repackage[3]
- 2012년 6월 28일 긱스 - [Digital Single] We Love Tapsonic Part.4[4]
- 2012년 7월 25일 남수림 - Drive To The Moon
- 2012년 7월 30일 DJ 돕쉬 - Dope N Fresh
- 2012년 8월 23일 남수림 - [Digital Single] 요즘 유행하는 노래
- 2012년 8월 28일 긱스 - [Digital Single] Together Forever Vol.3[5]
- 2012년 9월 25일 케이준 - [Digital Single] Drink In The Morning
- 2012년 11월 1일 긱스 - [Digital Single] re;code Episode 1[6]
- 2012년 11월 1일 준세이어 - Pick N` Roll
- 2012년 11월 12일 크루셜 스타 - [Digital Single] Flat Shoes
- 2012년 11월 27일 크루셜 스타 - Fall
- 2013년 2월 15일 준세이어 - [Digital Single] 사진 속 너와 나
- 2013년 4월 3일 긱스 - [Digital Single] 어때
- 2013년 4월 29일 긱스 - Backpack
- 2013년 6월 4일 준세이어 - [Digital Single] 프로포즈
- 2013년 7월 10일 긱스 - [Digital Single] Fly
- 2013년 7월 23일 남수림 - [Digital Single] 싸구려 와인
- 2013년 8월 16일 케이준 - [Digital Single] 바보 같은 미련
- 2013년 10월 2일 긱스 - [Digital Single] 듀스 20주년 헌정앨범 Part.3
- 2013년 10월 25일 케이준 - [Digital Single] 플레이비트 Vol.1[7]
- 2013년 11월 11일 DJ 돕쉬 - Fluctuation
- 2013년 11월 22일 긱스 - [Digital Single] brilliant is[8]
- 2013년 11월 25일 크루셜 스타 - Drawing #2:A Better Man
- 2013년 12월 5일 케이준 - 식샤를 합시다 OST Part.1
- 2013년 12월 11일 루이 - [Digital Single] 이 시간에[9]
- 2013년 12월 17일 크루셜 스타 - [Digital Single] A Winter Love Song
- 2013년 12월 20일 긱스 - [Digital Single] WAYOGAYO Vol.1[10]
- 2014년 1월 23일 루이 - [Digital Single] Where You At[11]
- 2014년 2월 3일 긱스 - [Digital Single] F.I.L.A (Fall In Love Again)
- 2014년 2월 7일 남수림 - [Digital Single] 변하고 있어
- 2014년 3월 10일 크루셜 스타 - [Digital Single] 너에게 주고 싶운 세 가지 (Remake)
- 2014년 3월 27일 루이 - 靈感 (영감)
- 2014년 4월 15일 크루셜 스타 - [Digital Single] New Wave Studio (Vol.4)
- 2014년 5월 30일 긱스 - [Digital Single] 히히하헤호[12]
- 2014년 7월 10일 크라이베이비 - [Digital Single] 긴생머리
- 2014년 8월 28일 Ja Mezz - [Digital Single] Wanna Get
- 2014년 9월 2일 크라이베이비 - [Digital Single] Luv Vibe
- 2014년 9월 11일 제이 키드먼 - [Digital Single] REBOOT
- 2014년 9월 18일 남수림 - [Digital Single] 부동산
- 2014년 9월 19일 스텔라장 - [Digital Single] 어제 차이고[13]
- 2014년 9월 23일 크루셜 스타 - [Digital Single] Paris
- 2014년 10월 1일 크루셜 스타 - [Digital Single] Pretty Girl
- 2014년 10월 2일 긱스 - [Digital Single] 친구로 남아줄게[14]
- 2014년 10월 8일 Ja Mezz - [Digital Single] 나무늘보
- 2014년 10월 10일 남수림 - [Digital Single] 나도 그럴 수 있을까
- 2014년 10월 16일 크루셜 스타 - Midnight
- 2014년 11월 3일 옐라 다이아몬드 - [Digital Single] You're The Only One
- 2014년 12월 31일 남수림 - [Digital Single] 냉소적인 애새끼
- 2015년 1월 30일 Ja Mezz - [Digital Single] 나의 하루 1:아우디[15]
- 2015년 2월 11일 남수림 - [Digital Single] 다 가져가도 돼
- 2015년 2월 17일 Ja Mezz - [Digital Single] 나의 하루 2:Drinks Up[16]
- 2015년 3월 6일 긱스 - [Digital Single] Is You
- 2015년 3월 20일 크루셜 스타 - [Digital Single] 막내 아들[17]
- 2015년 3월 23일 스텔라장 - [Digital Single] It`s Raining[18]
- 2015년 3월 27일 Ja Mezz - 나의 하루 3:Hangover
- 2015년 5월 7일 크루셜 스타 - Boyhood
- 2015년 5월 28일 남수림 - [Digital Single] 2015 월경 남수림 5월경
- 2015년 6월 1일 옐라 다이아몬드 - [Digital Single] Turn It Up
- 2015년 6월 25일 크라이베이비 - [Digital Single] Kryptonite
- 2015년 6월 29일 크루셜 스타 - [Digital Single] Love Yourself
- 2015년 7월 25일 릴보이 - 쇼미더머니 4 Episode 1[19]
- 2015년 8월 1일 Ja Mezz - 쇼미더머니 4 Episode 2[20]
- 2015년 8월 11일 Ja Mezz - 1/4
- 2015년 8월 15일 릴보이 - 쇼미더머니 4 Part.4[21]
- 2015년 9월 15일 스텔라장 - [Digital Single] 뒷모습[22]
- 2015년 10월 5일 릴보이 - [Digital Single] 베이식 X 릴보이[23]
- 2015년 10월 30일 루이 - [Digital Single] 그냥가요
- 2015년 11월 12일 Ja Mezz - [Digital Single] 복학생
- 2015년 11월 25일 남수림 - [Digital Single] 2015 월경 남수림 11월경
- 2015년 12월 22일 Ja Mezz - [Digital Single] School Life
- 2015년 12월 31일 김태균 - [Digital Single] 이제는 떳떳하다[24]
- 2016년 1월 5일 루이 - [Digital Single] 니 얼굴[25]
- 2016년 1월 14일 크루셜 스타 - [Digital Single] The Bench `16
- 2016년 1월 26일 루이 - [Digital Single] 날개[26]
- 2016년 2월 17일 보이원더 - [Digital Single] Fxxk Live
- 2016년 3월 7일 루이 - [Digital Single] 그림자[27]
- 2016년 3월 30일 크루셜 스타 - Drawing #3:Untitled
- 2016년 4월 22일 루이 - 황문섭
- 2016년 5월 13일 옐라 다이아몬드 - [Digital Single] Goalkeeper
- 2016년 6월 22일 보이원더 - [Digital Single] 호랑이
- 2016년 7월 26일 플레인 - [Digital Single] 석양
- 2016년 7월 28일 남수림 - [Digital Single] 관을 걸오나오며
- 2016년 8월 3일 Ja Mezz - [Digital Single] Memento
- 2016년 8월 16일 긱스 - [Digital Single] Divin`
- 2016년 9월 29일 남수림 - [Digital Single] 하늘아래
- 2016년 10월 6일 스텔라장 - Colors
- 2016년 10월 15일 옐라 다이아몬드 - [Digital Single] YSBTF
- 2016년 10월 25일 체스카 - [Digital Single] Swish
- 2016년 11월 14일 긱스 - [Digital Single] 가끔
- 2016년 12월 31일 김태균 - 녹색이념
- 2017년 1월 13일 남수림 - [Digital Single] 오래오래
- 2017년 1월 23일 크라이베이비 - [Digital Single] Paramount
- 2017년 1월 26일 닥스후드 - [Digital Single] Chameleon
- 2017년 2월 17일 Ja Mezz - [Digital Single] 17
- 2017년 3월 3일 보이원더 - [Digital Single] Gimme That
- 2017년 3월 19일 체스카 - [Digital Single] Faded
- 2017년 4월 30일 스텔라장 - 월급은 통장을 스칠 뿐
- 2017년 5월 7일 Ja Mezz - [Digital Single] 17 (Remix)[28]
- 2017년 6월 13일 Ja Mezz - [Digital Single] 한강이 바다라면
- 2017년 6월 21일 스텔라장 - [Digital Single] Story About:썸,한달 Episode 4[29]
- 2017년 6월 25일 스텔라장 - [Digital Single] Alright
- 2017년 6월 28일 스텔라장 - [Digital Single] Story About:썸,한달 Episode 5[30]
- 2017년 7월 12일 스텔라장 - [Digital Single] 그대는 그대로
- 2017년 7월 18일 긱스 - Fireworks
- 2017년 8월 5일 Ja Mezz - 쇼미더머니 6 Episode 1[31]
- 2017년 8월 9일 루이 - 맨홀 OST Part.1[32]
- 2017년 8월 11일 체스카 - [Digital Single] 아우라
- 2017년 8월 17일 루이 - 힙한 선생 OST Part.3[33]
- 2017년 8월 19일 Ja Mezz - 쇼미더머니 6 Episode 3[34]
- 2017년 9월 5일 옐라 다이아몬드 - [Digital Single] 내 어깨 위에 네 고개 (OAO)
- 2017년 10월 23일 스텔라장 - 사랑의 온도 OST Part.5[35]
- 2017년 10월 25일 루이 - [Digital Single] 너에게만[36]
- 2017년 11월 1일 스텔라장 - [Digital Single] 치어리더
- 2017년 12월 20일 스텔라장 - 로봇이 아니야 OST Part.2
- 2018년 1월 14일 닥스후드 - [Digital Single] Money Man
- 2018년 1월 14일 릴보이,김태균 - 나쁜녀석:악의 도시 OST Part.4
- 2018년 1월 22일 스텔라장,플레인 - [Digital Single] Staples
- 2018년 3월 26일 스텔라장 - 시를 잊은 그대에게 OST Part.1
- 2018년 5월 21일 Ja Mezz - GOØDevil
- 2018년 7월 2일 스텔라장 - 검법남녀 OST Part.6[37]
- 2018년 7월 11일 김태균 - 녹색이념 감독판
- 2018년 7월 13일 루이 - [Digital Single] Penalty[38]
- 2018년 8월 3일 스텔라장 - [Digital Single] 아이고 (I Go)
- 2018년 9월 1일 스텔라장 - [Digital Single] 카페인 (Under Caffeine)
- 2018년 9월 14일 스텔라장 - [Digital Single] 니맘내맘
- 2018년 9월 15일 닥스후드 - Off Room
- 2018년 9월 28일 스텔라장 - 제3의 매력 OST Part.1
- 2018년 10월 27일 스텔라장 - 열두밤 OST Part.2
- 2018년 10월 27일 스텔라장 - 나는 길에서 연예인을 주웠다 OST Part.1
- 2018년 11월 14일 Ja Mezz - [Digital Single] Pink Is The New Black
- 2018년 11월 20일 스텔라장 - [Digital Single] 온스테이지 디깅클럽서울 Part.03
- 2018년 12월 7일 릴보이 - [Digital Single] David
- 2019년 1월 18일 스텔라장 - [Digital Single] No Question[39]
- 2019년 2월 20일 스텔라장 - 봄이 오나 봄 OST Part.3[40]
- 2019년 2월 24일 박준호 - [Digital Single] CLIQUE
- 2019년 3월 17일 루이 - 靈感 2
- 2019년 3월 24일 스텔라장 - 유해물질
- 2019년 4월 1일 릴보이 - Good Time For The Team[41]
- 2019년 5월 6일 스텔라장 - 초면에 사랑합니다 OST Part.1
- 2019년 5월 18일 박준호 - [Digital Single] Play
- 2019년 5월 20일 루이 - 초면에 사랑합니다 OST Part.5
- 2019년 5월 25일 스텔라장 - 최고의 엔딩 OST
- 2019년 6월 1일 맥대디 - [Digital Single] Hyena 100
- 2019년 7월 5일 스텔라장 - [Digital Single] YOLO
- 2019년 7월 18일 호치키스(HOTCHKISS) - [Digital Single] Dingo X 호치키스
- 2019년 8월 6일 스텔라장 - [Digital Single] Summer Love...[42]
- 2019년 8월 16일 긱스 - [Digital Single] 너라면
- 2019년 8월 19일 스텔라장 - 열여덟의 순간 OST Part.4
- 2019년 8월 26일 스텔라장 - [Digital Single] 포켓리스트 8/12[43]
- 2019년 8월 31일 맥대디 - 쇼미더머니 8 Episode 2[44]
- 2019년 9월 14일 라이너스의 담요 - [Digital Single] 사랑의 기술 Part.1 : 결혼에 대한 딜레마
- 2019년 9월 14일 맥대디 - 쇼미더머니 8 Episode 3[45]
- 2019년 9월 17일 Ja Mezz - [Digital Single] 09년 왕십리
- 2019년 10월 3일 스텔라장 - 청일전자 미쓰리 OST Part.1
- 2019년 10월 27일 HOTCHKISS - [Digital Single] 키드밀리 카메라 리뷰
- 2019년 11월 8일 스텔라장 - [Digital Single] 보통날의 기적
- 2019년 11월 28일 스텔라장 - [Digital Single] Just 4 U...[46]
- 2019년 11월 30일 맥대디 - Sideshow
- 2019년 12월 7일 박준호 - 0.5
- 2019년 12월 27일 Ja Mezz - The Pink Album

## 2020년 ~ 2022년
- 2020년 1월 12일 스텔라장 - 초콜릿 OST Part.10
- 2020년 1월 19일 박준호 - [Digital Single] Basement
- 2020년 2월 19일 유지희 - 꿈1
- 2020년 3월 1일 스텔라장 - [Digital Single] 레시피
- 2020년 3월 7일 호치키스 - 너희가 힙합을 아느냐 Episode 1[47]
- 2020년 4월 7일 스텔라장 - Stella I
- 2020년 4월 29일 맥대디 - [Digital Single] 모래시계
- 2020년 5월 11일 라이너스의 담요 - [Digital Single] 사랑의 기술 Part.2 : 우주여행
- 2020년 5월 16일 HOTCHKISS - [Digital Single] 해파리 사냥
- 2020년 5월 18일 스텔라장 - [Digital Single] 인생 봄날[48]
- 2020년 5월 31일 맥대디 - [Digital Single] How Can I Lose?
- 2020년 6월 27일 박준호 - 0.7:I BE LIKE
- 2020년 7월 1일 스텔라장 - 슈퍼 시크릿 OST
- 2020년 7월 4일 맥대디 - [Digital Single] DVLI MVRLEY[49]
- 2020년 7월 14일 스텔라장 - [Digital Single] 무자비[50]
- 2020년 7월 28일 유지희 - [Digital Single] 숨바꼭질
- 2020년 8월 6일 Ja Mezz - [Digital Single] New Yesterday
- 2020년 9월 13일 긱스 - [Digital Single] Heartbreak Hotel
- 2020년 9월 23일 스텔라장 - [Digital Single] 온스테이지10주년-나에게 온스테이지:1[51]
- 2020년 10월 1일 스카이민혁 - 그랜드라인
- 2020년 10월 26일 루이 - [Digital Single] 그림칠[52]
- 2020년 11월 12일 스텔라장 - [Digital Single] 해피 미리 크리스마스 (컴패션 어꽃피 테마송)[53]
- 2020년 11월 21일 맥대디,릴보이,스카이민혁 - 쇼미더머니 9 Episode 1[54]
- 2020년 12월 5일 릴보이,스카이민혁 - 쇼미더머니 9 Episode 3[55]
- 2020년 12월 10일 Ja Mezz - [Digital Single] PIZZA BREAK X Ja Mezz (FIRST BITE 006) / 피자브레이크 X 자메즈 (퍼스트바이트 006)[56]
- 2020년 12월 19일 맥대디 - Fragrance
- 2020년 12월 21일 스카이민혁 - [Digital Single] 선물
- 2021년 3월 6일 스텔라장 - [Digital Single] Blue Turns Pink
- 2021년 3월 10일 스카이민혁 - [Digital Single] 텅 빈 지구
- 2021년 4월 1일 유지희 - Gravity
- 2021년 4월 25일 맥대디 - [Digital Single] Bad Thing[57]
- 2021년 5월 21일 스카이민혁 - [Digital Single] PIZZA BREAK X Skyminhyuk (FIRST BITE 008) / 피자브레이크 X 스카이민혁 (퍼스트바이트 008)[58]
- 2021년 5월 23일 맥대디 - [Digital Single] 비빔밥[59]
- 2021년 6월 16일 릴보이 - [Digital Single] Heat[60]
- 2021년 7월 3일 닥스후드 - D Generation[61]
- 2021년 7월 13일 스텔라장 - [Digital Single] 31[62]
- 2021년 7월 20일 HOTCHKISS - [Digital Single] Eler Eler
- 2021년 8월 7일 GRDL - 모험
- 2021년 8월 29일 Ja Mezz - [Digital Single] Day&Night[63]
- 2021년 9월 1일 스카이민혁 - 노력의 천재 2
- 2021년 10월 3일 릴보이 - [Digital Single] GOOD KID (스터디그룹 X 릴보이 (lIlBOI), 페노메코 (PENOMECO))[64]
- 2021년 10월 15일 스텔라장 - Stairs
- 2021년 10월 31일 유지희 - [Digital Single] 밤하늘 달려
- 2021년 11월 17일 박준호 - [Digital Single] 대기실 싸이퍼[65]
- 2021년 12월 20일 스텔라장 - [Digital Single] 나의 겨울 여행